# Saxifraga tentaculata
Saxifraga tentaculata är en stenbräckeväxtart som beskrevs av C. E. C. Fischer. Saxifraga tentaculata ingår i Bräckesläktet som ingår i familjen stenbräckeväxter. Inga underarter finns listade i Catalogue of Life.